# Весёлый Подол (Березнеговатский сельский совет)
Весёлый Подол (укр. Веселий Поділ) — село в Новобугском районе Николаевской области Украины.
Население по переписи 2001 года составляло 13 человек. Почтовый индекс — 55620. Телефонный код — 5151. Занимает площадь 0,49 км².

## Местный совет
55634, Николаевская обл., Новобугский р-н, с. Березнеговатское, пр. Березнеговатский, 1